# Чарни-Поток (Малопольське воєводство)
Чарни-Поток (пол. Czarny Potok) — село в Польщі, у гміні Лонцько Новосондецького повіту Малопольського воєводства.
Населення — 608 осіб (2011).
У 1975-1998 роках село належало до Новосондецького воєводства.

## Демографія
Демографічна структура станом на 31 березня 2011 року:
|          | Загалом | Допрацездатний вік | Працездатний вік | Постпрацездатний вік |
| -------- | ------- | ------------------ | ---------------- | -------------------- |
| Чоловіки | 302     | 77                 | 195              | 30                   |
| Жінки    | 306     | 71                 | 164              | 71                   |
| Разом    | 608     | 148                | 359              | 101                  |